# كأس بولندا 2011–12
كأس بولندا 2011–12 (بالبولندية: Puchar Polski w piłce nożnej)‏ هو الموسم 58 من كأس بولندا. أقيم خلال الفترة 19 يوليو 2011 وحتى 24 أبريل 2012، وأشرف على تنظيمه اتحاد بولندا لكرة القدم، وكان عدد الأندية المشاركة فيه 79، وفاز فيه ليغيا وارسو.